# Szczepan Gracz
Szczepan Gracz (ur. 2 sierpnia 1888 w Sypniewie – zm. 21 listopada 1942 w Łodzi) – rzymskokatolicki duchowny, pallotyn, doktor weterynarii, działacz narodowo-społeczny.

## Życie świeckie
Szczepan Gracz urodził się 2 sierpnia 1888 w Sypniewie w ówczesnej diecezji chełmińskiej, jako syn Wincentego i Franciszki z domu Matz. Od 1900 uczęszczał do Collegium Marianum w Pelplinie, a następnie do gimnazjum w Chełmnie, gdzie zdał egzamin dojrzałości. W czasie nauki szkolnej działał w tajnej organizacji filomackiej, w 1908 powołał do życia w gimnazjum tajne koło filomackie Towarzystwo Tomasza Zana i do 1912 pełnił funkcję prezesa. Po maturze w 1912 udał się na studia weterynaryjne do Berlina, które ukończył w 1915. Przez pewien czas w 1913 przebywał w Prusach Wschodnich, m.in. w Iławie, Ostródzie, Olsztynie, Giżycku i Szczytnie, z zamiarem prowadzenia agitacji polskiej. Również w Berlinie działał w polskich organizacjach akademickich, w latach 1913-1914 przewodniczył kołu filomackiemu, a także wszedł w skład naczelnych władz Towarzystwa Tomasza Zana na zabór pruski. Zainicjował działalność kółek filomackich m.in. w Wejherowie, Grudziądzu, Świeciu i Wałczu, współpracował z miesięcznikiem młodzieżowym „Blask”. W 1914 na krótko trafił do więzienia.
Po studiach podjął w 1915 pracę powiatowego weterynarza w Grudziądzu, a od 1917 w Lęborku; w obu miejscowościach uczestniczył w agitacji na rzecz przyłączenia Pomorza do Polski. Szczególnie aktywny w Lęborku, gdzie prowadził agitację wśród Kaszubów, organizował oddziały Straży Ludowych, Powiatową Radę Ludową w Lęborku i polskie rady ludowe na terenie powiatu lęborskiego. Powiat lęborski delegował go do Sejmu Dzielnicowego w Poznaniu, w którym wybrano go do prezydium. Był więziony za zorganizowanie w 1917 w Lęborku polskiego wiecu (razem z Józefem Czyżewskim). Po zwolnieniu z więzienia w 1918 (ze względu na stan zdrowia) wyjechał do Poznania, gdzie uczestniczył w pracach przygotowawczych do przejęcia administracji przez Polaków na Pomorzu. Pełnił funkcję skarbnika powołanego w sierpniu 1919 w Warszawie Warmińskiego Komitetu Plebiscytowego. W Gdańsku brał udział w pracach Podkomisariatu Naczelnej Rady Ludowej i współredagował dwutygodnik „Polnische Warte”.
W 1923 obronił pracę doktorską na Akademii Medycyny Weterynaryjnej we Lwowie. Od grudnia 1919 był wojewódzkim inspektorem weterynaryjnym w Toruniu i organizował polską służbę weterynaryjną w województwie pomorskim. Wojewoda Jan Brejski, uwzględniając jego wcześniejsze zaangażowanie narodowe, powołał go w skład Komitetu Pomocy Uchodźcom z terenu plebiscytowego Warmii, Mazur i Powiśla. Gracz działał także jako propagator harcerstwa na Pomorzu (przy jego udziale powstały drużyny m.in. w Chełmnie, Brodnicy, Świeciu, Nakle, Grudziądzu), był współzałożycielem Związku Filomatów Pomorskich (1922). W latach 1921–1924 pełnił funkcję skarbnika Towarzystwa Naukowego w Toruniu, a także organizował i kierował Wydziałem Matematyczno-Przyrodniczym; odegrał w Towarzystwie znaczącą rolę organizatorską w pierwszych latach powojennych, był pomysłodawcą sprowadzenia dla potrzeb toruńskiej instytucji biblioteki poselskiego Koła Polskiego z Berlina. Wygłaszał liczne prelekcje i odczyty, nie tylko w Towarzystwie Naukowym w Toruniu, ale i w toruńskim oddziale Polskiego Towarzystwa Krajoznawczego, gdzie mówił m.in. o malowidłach ludowych na Krajnie oraz prezentował swój bogaty zbiór bajek pomorskich. W 1924 przeniósł się do Poznania, gdzie również objął stanowisko wojewódzkiego inspektora weterynaryjnego. Od 1927 kierował wydziałem w Departamencie Weterynaryjnym Ministerstwa Rolnictwa. W departamencie tym, kierowanym przez Franciszka Fischoedera, uczestniczył w pracach nad polskimi przepisami weterynaryjnymi, mającymi później wieloletnie zastosowanie. W Brzezinkach pod Warszawą prowadził własną stację doświadczalną w zakresie hodowli bydła.
Napisał kilka książek, broszur i artykułów weterynaryjnych, m.in. poświęconych walce z chorobami zakaźnymi zwierząt. Jako pierwszy w Polsce omówił szerzej zagadnienie utylizacji zwłok zwierzęcych. Ogłosił, z czego część własnym nakładem: Dżuma bydlęca czyli księgosusz (Toruń 1921), Nazwy poszczególnych części (ciała) konia (Toruń 1921), Higiena mięsa. Podręcznik dla urzędowych oględzin bydła rzeźnego i badania mięsa wraz z trychinoskopią na zasadach obowiązujących w byłej dzielnicy pruskiej (Toruń 1921), Zmodyfikowany sposób amputacji prącia u konia ("Wiadomości Weterynaryjne", 1923, nr 3), Uwagi do projektu ustawy w przedmiocie wykonywania praktyki lekarsko-weterynaryjnej w Państwie Polskim ("Przegląd Weterynaryjny", 1924, nr 8 i 9), Dezynfekcja przy chorobach zaraźliwych u zwierząt domowych i sprawa nieszkodliwego usuwania padlin (Poznań 1926), Wpływ procesów gnilnych na swoiste zarazki chorobotwórcze ("Pamiętnik Polskiego Towarzystwa Lekarzy Weterynaryjnych", 1927/1928).

## Życie pallotyńskie
W 1936 Szczepan Gracz owdowiał (żoną jego była Pelagia Pruszak-Czapska) i 15 września tego roku rozpoczął w Sucharach nowicjat w Stowarzyszeniu Apostolstwa Katolickiego (Księży Pallotynów). Strój pallotyński otrzymał 24 września 1936. Studia filozoficzno-teologiczne odbył w Sucharach i Ołtarzewie. Święcenia kapłańskie przyjął w trybie przyspieszonym 11 lutego 1940 w Warszawie z rąk bp. Stanisława Galla. W czasie okupacji niemieckiej wyjechał na tereny przyłączone do Rzeszy, aby Polakom spieszyć z pomocą duszpasterską. W tym celu posługiwał się fałszywymi dokumentami na nazwisko Stefan Grenz i podawał się za handlarza bydła. Działał jako łącznik między rodzinami i polskimi organizacjami z terenów Generalnego Gubernatorstwa i Rzeszy. Obok duszpasterstwa – m.in. głosił rekolekcje dla sióstr zakonnych – i działalności charytatywnej, organizował fałszywe dokumenty i przepustki dla Polaków, część z nich wykonując samodzielnie (w tym dokumenty, którymi sam się posługiwał).
Podczas jednej z wypraw został ujęty w Łodzi przez gestapo; aresztowano go w czasie odprawiania mszy w łódzkiej suterenie. Osadzony został w więzieniu w Radogoszczy (dzielnica Łodzi). Zginął 21 listopada 1942 w Łodzi, według oficjalnego komunikatu niemieckiego umierając na niewydolność mięśnia sercowego. Pochowany początkowo na pobliskim cmentarzu, po wojnie jego ciało ekshumowano i pochowano w pallotyńskiej kwaterze na cmentarzu w Ołtarzewie. W 1992 w kościele św. Jakuba w Lęborku odsłonięto poświęconą mu tablicę pamiątkową.
Wymienione niżej pozycje bibliograficzne przynoszą pewne rozbieżności odnośnie do dat w życiorysie Szczepana Gracza. Dotyczy to m.in. daty doktoratu (Millak, Oracki, Grzebuła: 1920, Dyl, Przybyszewski, Szultka: 1923), daty święceń kapłańskich (Dyl, Szultka: 11 lutego 1940, Grzebuła, Oracki: 21 lutego 1940), wreszcie daty śmierci (Millak, Dyl: 11 listopada 1942, Grzebuła, Szultka, Przybyszewski, Oracki: 21 listopada 1942). Oracki jako datę ekshumacji zwłok Gracza podaje 26 listopada 1943.